# 487

## Nașteri
- dată necunoscută: Cassiodorus  (d. 583)